# Tour de France 2023/1. Etappe
Die 1. Etappe der Tour de France 2023 fand am 1. Juli 2023 statt und bildete den Grand Départ der 110. Austragung im Baskenland. Die Strecke startete und endete in Bilbao und führte über 182 hüglige Kilometer. Nach der Zielankunft hatten die Fahrer 5,3 % der Gesamtdistanz der Rundfahrt absolviert.
Den Etappensieg sicherte sich Adam Yates (UAE Team Emirates) nachdem er sich auf den letzten Kilometern gemeinsam mit seinem Zwillingsbruder Simon Yates (Jayco AlUla) von einer kleinen Favoritengruppe abgesetzt hatte. Damit wurde Adam Yates zugleich Träger des ersten Gelben Trikots der 110. Austragung.

## Streckenführung
Der neutralisierte Start erfolgte in Bilbao beim San Mamés, ehe die Fahrer entlang des Nervión zum Guggenheim-Museum gelangten. Nun bog die Strecke rechts ab und führte ins Zentrum der Stadt. Vor dem Chavarri Palast (Txabarri Jauregia) am Plaza de Federico Moyúa folgte eine Linkskurve und die Fahrer gelangten auf der Gran Vía de Don Diego López de Haro erneut zum Ufer des Nervión, den sie auf der Puente del Arenal (Areatzako zubia) überquerten. Nun folgte die Strecke dem Nordufer stromabwärts und passierte dabei das Rathaus von Bilbao und die Universidad de Deusto. Auf der BI-604 begann die Straße anzusteigen, ehe sie leicht abschüssig zum offiziellen Start nahe des Flughafens Bilbao führte. Das Rennen wurde nach 11,4 Kilometern bei Asua auf der BI-2704 freigegeben.
Nach dem offiziellen Start bogen die Fahrer bei Zabaloetxe rechts ab und fuhren über Lauroeta in Richtung Gatika. Kurz bevor sie die Ortschaft erreichten, bogen sie jedoch erneut links ab und gelangten nach Elizalde, wo der erste kategorisierte Anstieg begann. Dieser führte auf der BI-3112 nach Unbe-Mendi und wurde als Côte de Laukiz (211 m) bezeichnet. Der Anstieg wies auf einer Länge von 2,2 Kilometern eine durchschnittliche Steigung von 6,9 % auf und war als Bergwertung der 3. Kategorie klassifiziert worden. Nachdem die Kuppe bei Kilometer 13,8 überquert worden war, folgte eine längere flache Abfahrt, die das Fahrerfeld nach Getxo führte. Nun führte die Strecke entlang der Küste und passierte die Gemeinden Sopela, Urduliz, Gorliz und Bakio, ehe der Anstieg zur Côte de San Juan de Gaztelugatxe (286 m) folgte. Dieser 3,5 Kilometer lange Anstieg der 3. Kategorie wies eine Durchschnittsteigung von 7,6 % auf und wurde nach 67,8 gefahrenen Kilometern überquert. Der Name der Bergwertung stammt von der nahe gelegenen Insel Gaztelugatxe. Nach der anschließenden Abfahrt erreichten die Fahrer Bermeo, ehe sie über Mundaka nach Gernika gelangten, wo bei Kilometer 88,2 ein Zwischensprint ausgefahren wurde. Es folgte eine kleine Schleife, die zunächst zur Küste und anschließend über Ereño und Nabarniz zurück nach Gernika führte. Bei Muxika begann die Straße erneut anzusteigen und mit dem Col de Morga (307 m) wurde die dritte Bergwertung des Tages in Angriff genommen. Diese hat auf einer Länge von 3,9 Kilometern eine Steigung von 4,1 % und ist als Anstieg der 4. Kategorie klassifiziert. 41,1 Kilometer vor dem Ziele läutet die Kuppe zudem das Finale ein, in dem die Schwierigkeiten der ohnehin hügligen Etappe deutlich zunehmen.
Über Larrabetzu gelangten die Fahrer kurz vor Galdakao zum Anstieg der Côte de Vivero (361 m). Diese war als Bergwertung der 2. Kategorie klassifiziert und stieg für 4,2 Kilometer im Schnitt mit 7,3 % an. Nachdem die Bergwertung 27,1 Kilometer vor dem Ziel passiert worden war, folgte ein kurzes Plateau, ehe eine teils steile Abfahrt nach Lezama führte. Die anschließenden rund 10 Kilometer führten flach über Derio nach Sondika, wo der Schlussanstieg der Côte de Pike (212 m) begann. Dieser zwei Kilometer lange Anstieg führte im Schnitt mit 10 % auf den Artxanda, der im Norden von Bilbao lag. Im oberen Teil wurden maximale Steigungsprozente von bis zu 20 % erreicht, ehe die Kuppe, auf der eine Bergwertung der 3. Kategorie abgenommen wurde, 9,6 Kilometer vor dem Ziel erreicht wurde. Die anschließende Abfahrt war deutlich flacher und führte auf den breiten Straßen der BI-3741 und BI-604 nach Bilbao. Entlang des Nervión ging es erneut vorbei am Rathaus von Bilbao, ehe die Straße rund 1,2 Kilometer vor dem Ziel erneut zu steigen begann und auf der Zumalacárregui Etorbidea zum Etxebarria Park führte. Das Ziel befand sich auf der BI-625 am Ende des Parks.
|                            | Ort                              | Kilometer | Länge (km) | Höhe (m) | Ø Steigung |
| -------------------------- | -------------------------------- | --------- | ---------- | -------- | ---------- |
| neutralisierter Start      | Bilbao (San Mamés)               | −11,4     |            |          |            |
| offizieller Start          | Asua (BI-2704)                   | 0         |            |          |            |
| Bergwertung (3. Kategorie) | Côte de Laukiz                   | 13,8      | 2,2        | 211      | 6,9 %      |
| Bergwertung (3. Kategorie) | Côte de San Juan de Gaztelugatxe | 67,8      | 3,5        | 286      | 7,6 %      |
| Zwischensprint             | Gernika                          | 88,2      |            |          |            |
| Bergwertung (4. Kategorie) | Col de Morga                     | 140,9     | 3,9        | 307      | 4,1 %      |
| Bergwertung (2. Kategorie) | Côte de Vivero                   | 154,9     | 4,2        | 361      | 7,3 %      |
| Bergwertung (3. Kategorie) | Côte de Pike                     | 172,4     | 2          | 212      | 10 %       |
| Ziel                       | Bilbao (Etxebarria Park)         | 182       |            |          |            |

## Rennverlauf
Unmittelbar nach dem offiziellen Start setzten sich mit Lilian Calmejane (Intermarché-Wanty-Gobert Matériaux), Valentin Ferron (TotalEnergies), Pascal Eenkhoorn (Lotto Dstny), Simon Guglielmi (Arkéa-Samsic) und Jonas Gregaard (Uno-X) fünf Fahrer vom Hauptfeld ab. Sie konnten jedoch lediglich einen maximalen Vorsprung von etwas mehr als zwei Minuten herausfahren. Auf der Côte de Laukiz setzte sich Jonas Gregaard vor Pascal Eenkhoorn durch, ehe Pascal Eenkhoorn die Côte de San Juan de Gaztelugatxe als erster vor Simon Gugliemi überquerte. Der Zwischensprint in Gernika ging ebenfalls an Pascal Eenkhoorn, während sich im Hauptfeld Mads Pedersen (Trek-Segafredo) vor Peter Sagan (TotalEnergies) und Jasper Philipsen (Alpecin-Deceuninck) durchsetzte. Wout van Aert (Jumbo-Visma) sprintete nicht um die verbliebenen Punkte.
Rund 50 Kilometer vor dem Ziel wurde die Fluchtgruppe vom Hauptfeld gestellt. Zwischenzeitlich waren Alexei Luzenko (Astana Qazaqstan) und Torstein Træen (Uno-X) aufgrund eines technischen Defekts bzw. Sturzes kurzzeitig zurückgefallen. Beide schlossen jedoch noch vor dem Col de Morga zum Peloton auf, in dem sich Jonas Abrahamsen (Uno-X) den einzigen Punkt im Kampf um die Bergwertung sicherte. Neben Fabio Jakobsen (Soudal Quick-Step) fielen bereits die ersten Sprinter im Anstieg zurück. Auf den letzten 30 Kilometern wurde das Finale auf der Côte de Vivero eröffnet. Die Mannschaften UAE Team Emirates und Jumbo-Visma forcierten das Tempo, wodurch mehr und mehr Fahrer zurückfielen. Rund 70 Fahrer überquerten die Kuppe der Côte de Vivero auf der sich Neilson Powless (EF Education-EasyPost) im Sprint vor Georg Zimmermann (Intermarché-Wanty-Gobert Matériaux) durchsetzte. Der US-Amerikaner sicherte sich somit mit fünf Punkten das Bergtrikot.
In der anschließenden Abfahrt kamen mit Enric Mas (Movistar) und Richard Carapaz (EF Education-EasyPost) zwei Gesamtklassement-Fahrer zu Sturz. Während Enric Mas das Rennen sofort aufgab, erreichte Richard Carapaz das Ziel, nahm die zweite Etappe jedoch nicht mehr in Angriff. In der Schlusssteigung der Côte de Pike war es zunächst der Franzose Mathieu Burgaudeau (TotalEnergies) der sich von den Favoriten absetzte. Nachdem er durch eine Tempoverschärfung des UAE Team Emirates eingeholt wurde, bildete sich eine drei Fahrer umfassende Spitzengruppe, in der mit dem Titelverteidiger Jonas Vingegaard (Jumbo-Visma) und Tadej Pogačar (UAE Team Emirates) die beiden Favoriten auf den Gesamtsieg vertreten waren. Einzig der Franzose Victor Lafay (Cofidis) konnte den beiden folgen. Tadej Pogačar überquerte die Kuppe unmittelbar vor Jonas Vingegaard, der im Anschluss die Führungsarbeit verweigerte. Dies ermöglichte mehreren Fahrern wieder zu den drei Spitzenreitern aufzuschließen. In der flachen Schlussabfahrt nach Bilbao setzte sich Simon Yates (Jayco AlUla) von der Spitzengruppe ab und einzig sein Bruder Adam Yates (UAE Team Emirates) folgte dem Angriff. Die beiden Zwillingsbrüder fuhren einen Vorsprung von wenigen Sekunden heraus und erreichten gemeinsam die letzten leicht ansteigenden Kilometer in Bilbao. Schlussendlich setzte sich Adam Yates vier Sekunden vor seinem Bruder durch, ehe Tadej Pogačar den Sprint um den dritten Platz aus einer 12 Fahrer umfassenden Gruppe gewann, die im Ziel einen Rückstand von 12 Sekunden auf den Tagessieger aufwies. Eine weitere Gruppe, in der auch Romain Bardet (DSM-Firmenich), Egan Bernal, Thomas Pidcock (beide Ineos Grenadiers), Mathieu van der Poel (Alpecin-Deceuninck) und Ben O’Connor (AG2R Citroën) vertreten waren, erreichte das Ziel mit einem Rückstand von 33 Sekunden.
In der Gesamtwertung lag Adam Yates aufgrund der Zeitbonifikationen acht Sekunden vor Simon Yates. Dahinter folgte Tadej Pogačar, der die Führung in der Nachwuchswertung übernahm und einen Rückstand von 18 Sekunden aufwies. Jonas Vingegaard lag als Gesamtneunter 22 Sekunden hinter Adam Yates, der auch die Punktewertung anführte. In der Bergwertung lag Neilson Powless voran, während das Team Jumbo-Visma die Mannschaftswertung anführte. Mit Ausnahme von Enric Mas erreichten alle 176 Starter das Ziel der ersten Etappe. Adam Yates wurde als Kämpferischster Fahrer gewählt.

## Ergebnis
| \| Etappenergebnis \| Etappenergebnis \| Etappenergebnis \| Etappenergebnis \| Etappenergebnis \| \| Fahrer \| Fahrer \| Land \| Team \| Zeit \| \| --------------- \| ----------------- \| ---------------------- \| ------------------- \| --------------- \| \| 1. \| Adam Yates \| Vereinigtes Königreich \| UAE Team Emirates \| 4 h 22 min 49 s \| \| 2. \| Simon Yates \| Vereinigtes Königreich \| Team Jayco AlUla \| + 4 s \| \| 3. \| Tadej Pogačar \| Slowenien \| UAE Team Emirates \| + 12 s \| \| 4. \| Thibaut Pinot \| Frankreich \| Groupama-FDJ \| + 12 s \| \| 5. \| Michael Woods \| Kanada \| Israel-Premier Tech \| + 12 s \| \| 6. \| Victor Lafay \| Frankreich \| Cofidis \| + 12 s \| \| 7. \| Jai Hindley \| Australien \| Bora-Hansgrohe \| + 12 s \| \| 8. \| Mattias Skjelmose \| Dänemark \| Lidl-Trek \| + 12 s \| \| 9. \| Jonas Vingegaard \| Dänemark \| Jumbo-Visma \| + 12 s \| \| 10. \| David Gaudu \| Frankreich \| Groupama-FDJ \| + 12 s \| |                   |                        |                     |                 |
| |                   |                        |                     |                 |
| Quelle: ProCyclingStats |                   |                        |                     |                 |
| Etappenergebnis |                   |                        |                     |                 |
| Fahrer | Fahrer            | Land                   | Team                | Zeit            |
| 1. | Adam Yates        | Vereinigtes Königreich | UAE Team Emirates   | 4 h 22 min 49 s |
| 2. | Simon Yates       | Vereinigtes Königreich | Team Jayco AlUla    | + 4 s           |
| 3. | Tadej Pogačar     | Slowenien              | UAE Team Emirates   | + 12 s          |
| 4. | Thibaut Pinot     | Frankreich             | Groupama-FDJ        | + 12 s          |
| 5. | Michael Woods     | Kanada                 | Israel-Premier Tech | + 12 s          |
| 6. | Victor Lafay      | Frankreich             | Cofidis             | + 12 s          |
| 7. | Jai Hindley       | Australien             | Bora-Hansgrohe      | + 12 s          |
| 8. | Mattias Skjelmose | Dänemark               | Lidl-Trek           | + 12 s          |
| 9. | Jonas Vingegaard  | Dänemark               | Jumbo-Visma         | + 12 s          |
| 10. | David Gaudu       | Frankreich             | Groupama-FDJ        | + 12 s          |

## Gesamtstände
| \| Gesamtwertung \| Gesamtwertung \| Gesamtwertung \| Gesamtwertung \| Gesamtwertung \| \| Fahrer \| Fahrer \| Land \| Team \| Zeit \| \| ------------- \| ----------------- \| ---------------------- \| ------------------- \| --------------- \| \| 1. \| Adam Yates \| Vereinigtes Königreich \| UAE Team Emirates \| 4 h 22 min 39 s \| \| 2. \| Simon Yates \| Vereinigtes Königreich \| Team Jayco AlUla \| + 8 s \| \| 3. \| Tadej Pogačar \| Slowenien \| UAE Team Emirates \| + 18 s \| \| 4. \| Thibaut Pinot \| Frankreich \| Groupama-FDJ \| + 22 s \| \| 5. \| Michael Woods \| Kanada \| Israel-Premier Tech \| + 22 s \| \| 6. \| Victor Lafay \| Frankreich \| Cofidis \| + 22 s \| \| 7. \| Jai Hindley \| Australien \| Bora-Hansgrohe \| + 22 s \| \| 8. \| Mattias Skjelmose \| Dänemark \| Lidl-Trek \| + 22 s \| \| 9. \| Jonas Vingegaard \| Dänemark \| Jumbo-Visma \| + 22 s \| \| 10. \| David Gaudu \| Frankreich \| Groupama-FDJ \| + 22 s \| |                   |                        |                     |                 |
| |                   |                        |                     |                 |
| Quelle: ProCyclingStats |                   |                        |                     |                 |
| Gesamtwertung |                   |                        |                     |                 |
| Fahrer | Fahrer            | Land                   | Team                | Zeit            |
| 1. | Adam Yates        | Vereinigtes Königreich | UAE Team Emirates   | 4 h 22 min 39 s |
| 2. | Simon Yates       | Vereinigtes Königreich | Team Jayco AlUla    | + 8 s           |
| 3. | Tadej Pogačar     | Slowenien              | UAE Team Emirates   | + 18 s          |
| 4. | Thibaut Pinot     | Frankreich             | Groupama-FDJ        | + 22 s          |
| 5. | Michael Woods     | Kanada                 | Israel-Premier Tech | + 22 s          |
| 6. | Victor Lafay      | Frankreich             | Cofidis             | + 22 s          |
| 7. | Jai Hindley       | Australien             | Bora-Hansgrohe      | + 22 s          |
| 8. | Mattias Skjelmose | Dänemark               | Lidl-Trek           | + 22 s          |
| 9. | Jonas Vingegaard  | Dänemark               | Jumbo-Visma         | + 22 s          |
| 10. | David Gaudu       | Frankreich             | Groupama-FDJ        | + 22 s          |

| Punktewertung | Punktewertung    | Punktewertung          | Punktewertung       | Punktewertung |
| Fahrer        | Fahrer           | Land                   | Team                | Punkte        |
| ------------- | ---------------- | ---------------------- | ------------------- | ------------- |
| 1.            | Adam Yates       | Vereinigtes Königreich | UAE Team Emirates   | 30 P.         |
| 2.            | Simon Yates      | Vereinigtes Königreich | Team Jayco AlUla    | 25 P.         |
| 3.            | Tadej Pogačar    | Slowenien              | UAE Team Emirates   | 22 P.         |
| 4.            | Pascal Eenkhoorn | Niederlande            | Lotto Dstny         | 20 P.         |
| 5.            | Thibaut Pinot    | Frankreich             | Groupama-FDJ        | 19 P.         |
| 6.            | Michael Woods    | Kanada                 | Israel-Premier Tech | 17 P.         |
| 7.            | Simon Guglielmi  | Frankreich             | Arkéa-Samsic        | 17 P.         |
| 8.            | Victor Lafay     | Frankreich             | Cofidis             | 15 P.         |
| 9.            | Valentin Ferron  | Frankreich             | TotalEnergies       | 15 P.         |
| 10.           | Jai Hindley      | Australien             | Bora-Hansgrohe      | 13 P.         |

| Bergwertung | Bergwertung      | Bergwertung        | Bergwertung              | Bergwertung |
| Fahrer      | Fahrer           | Land               | Team                     | Punkte      |
| ----------- | ---------------- | ------------------ | ------------------------ | ----------- |
| 1.          | Neilson Powless  | Vereinigte Staaten | EF Education-EasyPost    | 5 P.        |
| 2.          | Pascal Eenkhoorn | Niederlande        | Lotto Dstny              | 3 P.        |
| 3.          | Georg Zimmermann | Deutschland        | Intermarché-Circus-Wanty | 3 P.        |
| 4.          | Tadej Pogačar    | Slowenien          | UAE Team Emirates        | 2 P.        |
| 5.          | Jonas Gregaard   | Dänemark           | Uno-X Pro Cycling Team   | 2 P.        |
| 6.          | Esteban Chaves   | Kolumbien          | EF Education-EasyPost    | 2 P.        |
| 7.          | Jonas Abrahamsen | Norwegen           | Uno-X Pro Cycling Team   | 1 P.        |
| 8.          | Jonas Vingegaard | Dänemark           | Jumbo-Visma              | 1 P.        |
| 9.          | Dylan van Baarle | Niederlande        | Jumbo-Visma              | 1 P.        |
| 10.         | Simon Guglielmi  | Frankreich         | Arkéa-Samsic             | 1 P.        |

| Nachwuchswertung | Nachwuchswertung           | Nachwuchswertung       | Nachwuchswertung       | Nachwuchswertung |
| Fahrer           | Fahrer                     | Land                   | Team                   | Zeit             |
| ---------------- | -------------------------- | ---------------------- | ---------------------- | ---------------- |
| 1.               | Tadej Pogačar              | Slowenien              | UAE Team Emirates      | 4 h 22 min 57 s  |
| 2.               | Mattias Skjelmose          | Dänemark               | Lidl-Trek              | + 4 s            |
| 3.               | Carlos Rodríguez           | Spanien                | Ineos Grenadiers       | + 4 s            |
| 4.               | Corbin Strong              | Neuseeland             | Israel-Premier Tech    | + 25 s           |
| 5.               | Maxim Van Gils             | Belgien                | Lotto Dstny            | + 25 s           |
| 6.               | Matthew Dinham             | Australien             | Team DSM-Firmenich     | + 25 s           |
| 7.               | Thomas Pidcock             | Vereinigtes Königreich | Ineos Grenadiers       | + 25 s           |
| 8.               | Tobias Halland Johannessen | Norwegen               | Uno-X Pro Cycling Team | + 25 s           |
| 9.               | Felix Gall                 | Österreich             | AG2R Citroën Team      | + 25 s           |
| 10.              | Matteo Jorgenson           | Vereinigte Staaten     | Movistar Team          | + 2 min 30 s     |

| Mannschaftswertung | Mannschaftswertung    | Mannschaftswertung           | Mannschaftswertung |
| Team               | Team                  | Land                         | Zeit               |
| ------------------ | --------------------- | ---------------------------- | ------------------ |
| 1.                 | Jumbo-Visma           | Niederlande                  | 13 h 09 min 03 s   |
| 2.                 | UAE Team Emirates     | Vereinigte Arabische Emirate | + 9 s              |
| 3.                 | Groupama-FDJ          | Frankreich                   | + 21 s             |
| 4.                 | Israel-Premier Tech   | Israel                       | + 42 s             |
| 5.                 | Ineos Grenadiers      | Vereinigtes Königreich       | + 42 s             |
| 6.                 | Bahrain Victorious    | Bahrain                      | + 42 s             |
| 7.                 | Lidl-Trek             | Vereinigte Staaten           | + 1 min 01 s       |
| 8.                 | AG2R Citroën Team     | Frankreich                   | + 1 min 03 s       |
| 9.                 | Astana Qazaqstan Team | Kasachstan                   | + 2 min 45 s       |
| 10.                | Cofidis               | Frankreich                   | + 3 min 22 s       |

## Ausgeschiedene Fahrer
- Enric Mas (Movistar Team): wegen einer Verletzung des rechten Schulterblatts, die er sich bei einem Sturz zuzog, während der Etappe aufgegeben[5]

## Trivia
Mit den ersten zwei Plätzen sorgten die Yates-Brüder für den ersten Doppelsieg von Zwillingen in der Geschichte der Tour de France. Doppelsiege von Brüdern, die nicht Zwillinge waren, hatte es jedoch schon zuvor gegeben, den Brüdern Henri Pélissier und Francis Pélissier gelang dies zwischen 1919 und 1923 sogar viermal.